# 遊居文化

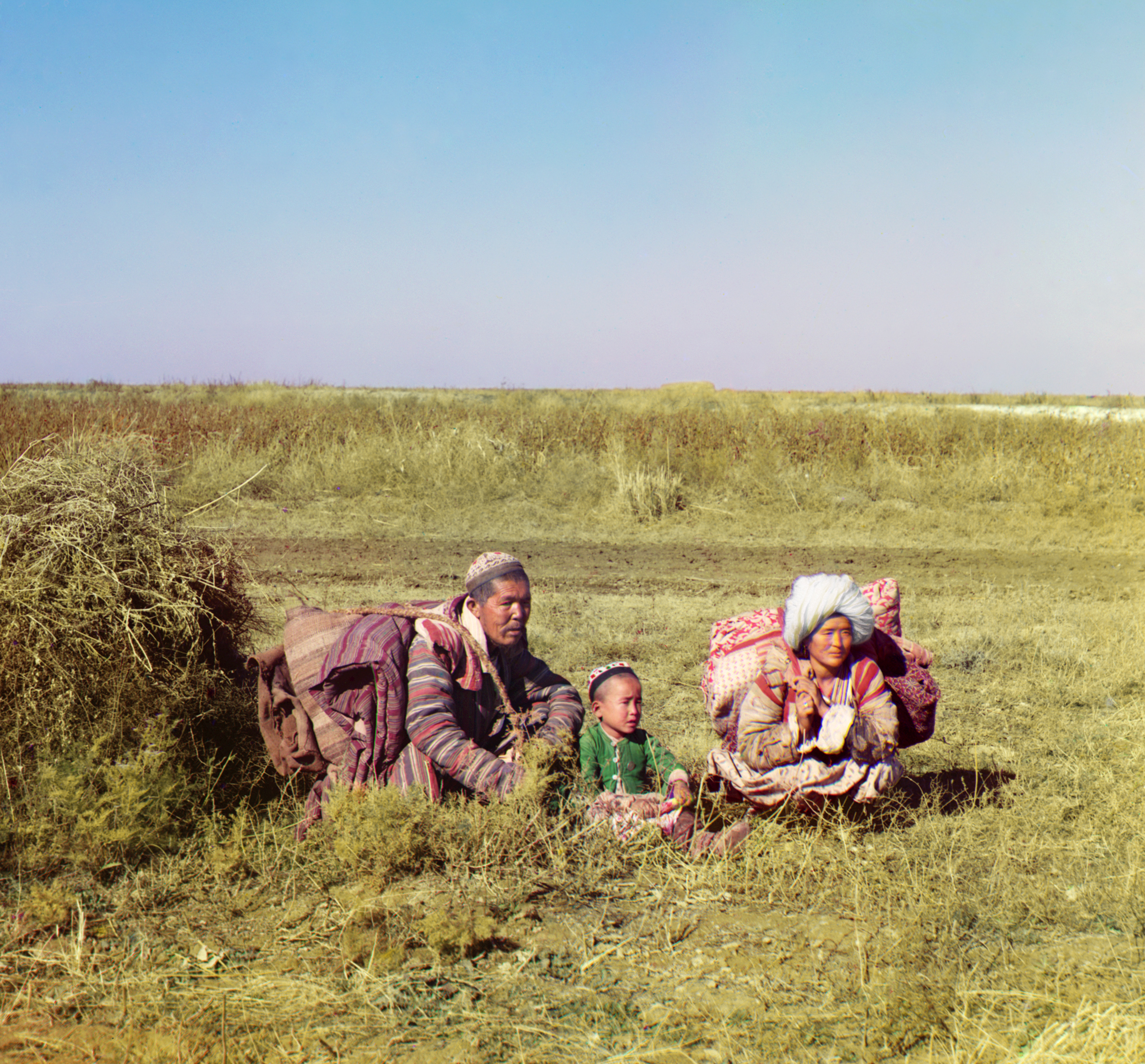
在俄國草原上的哈薩克牧民，時值1910年

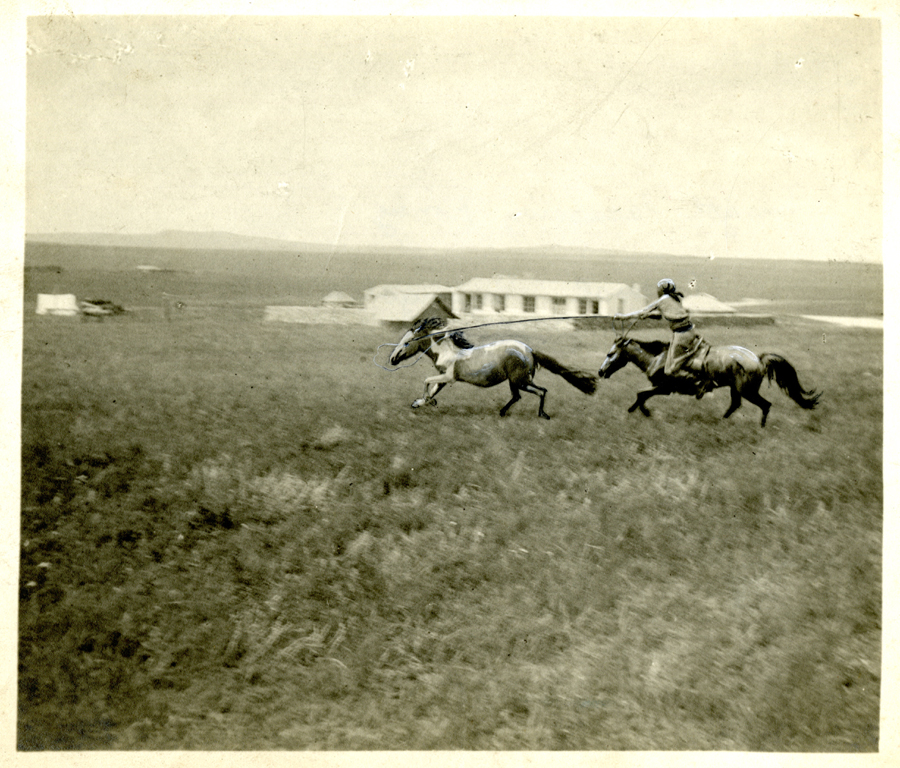
草原上的蒙古游牧民，拍摄于20世纪初

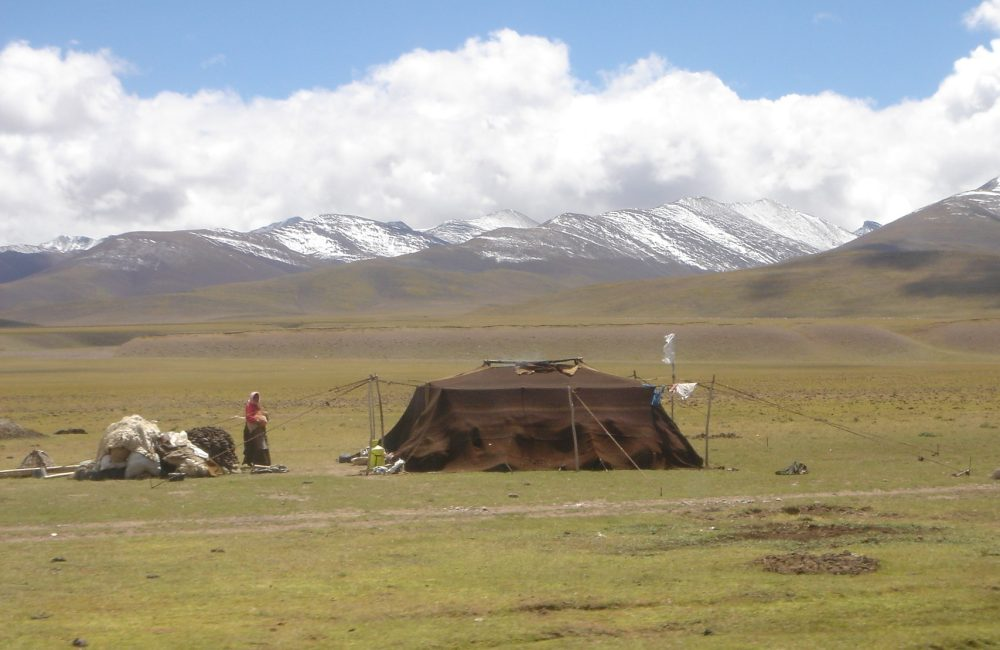
牧羊遊牧民族於2005年在納木錯附近扎營。

游居文化（英語：nomad）或非定居民族指频繁從一處移居到另一處、甚少定居於一地的族群，主要包括狩猎采集者和游牧者两类，但有时还包括提供手艺或经商的非定居民族，如吉普赛人、数字游民等。與之相對的概念是定居文化。20世纪末绝大多数非定居民族都进行游牧，据估计到1995年全世界有3到4千万游牧民。
狩猎采集指的是依季节性规律采集野菜、野菇、食用昆蟲和野味的生活，这是最早發展出來的人類生活方式，這類社會廣泛分佈於世界各地。
游牧则指在一定的地理范围内驱赶或陪伴一种或几种食草牲畜，通过移动的方式间隔某种周期反复利用牧场而获得生活资源的畜牧生产方式，且往往需要避免牧场达到其自然承载极限。這類社會主要分佈於環境生產力較低的乾草原和沙漠。

## 狩猎采集民族

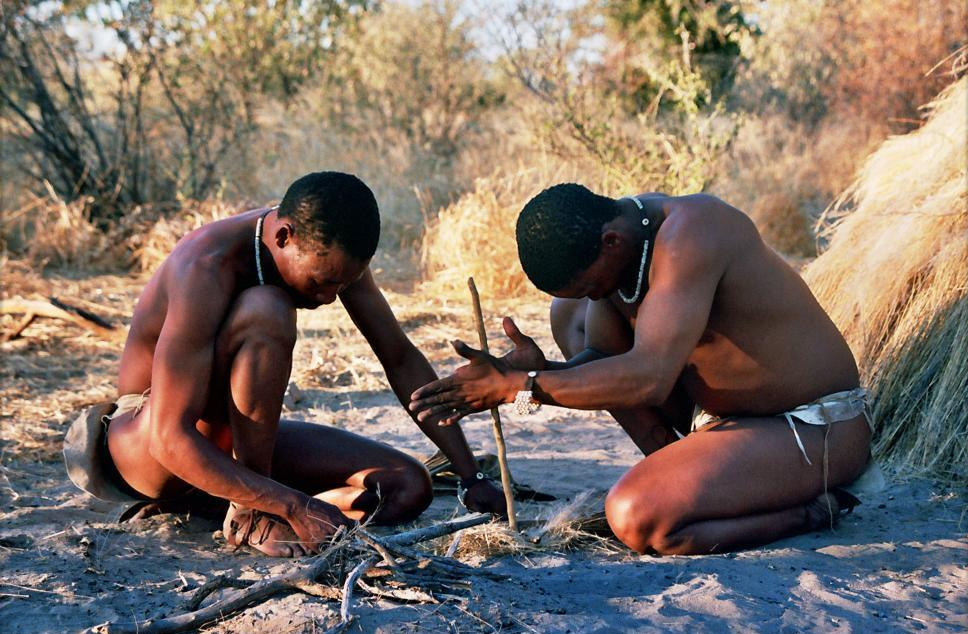
博茨瓦纳的桑人用手生火

狩猎采集指的是依季节性规律采集野果、追捕獵物的生活，这是最早發展出來的人类生活方式。
一部份狩猎采集文化後來转向农耕或畜牧。在現代只有相對少数的人口保持狩猎采集的生活方式。

### 现代狩猎采集民族例子
- 大洋洲
  - 巴布亚新几内亚的庫卡庫卡人
  - 澳洲土著
  - 新西兰查塔姆岛的莫里奧里人

- 美洲
  - 北极圈周围的因纽特人、因紐皮雅特人
  - 亚马逊丛林的皮拉罕人

- 亚洲
  - 印度洋安达曼群岛的安達曼人、翁奇人、桑提内尔人、加洛瓦人
  - 泰国和老挝山区的米拉比里人
  - 泰国的馬尼人
  - 菲律宾的阿埃塔人
  - 文莱的本南族
  - 马来半岛的塞芒人
  - 马来西亚热带雨林的巴特克人

- 非洲
  - 非洲的桑人（又称布須曼人）
  - 刚果和邻近国家的姆巴提人

## 游牧民族

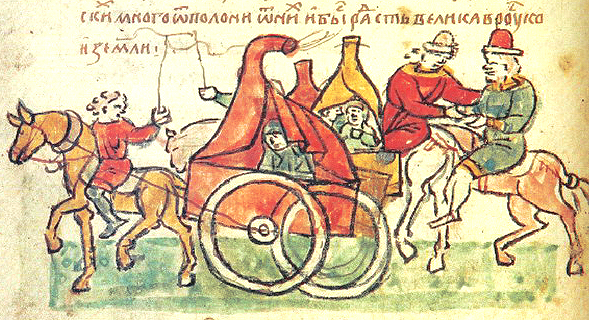
13世纪Radziwiłł_Chronicle描绘的游牧民族库曼人

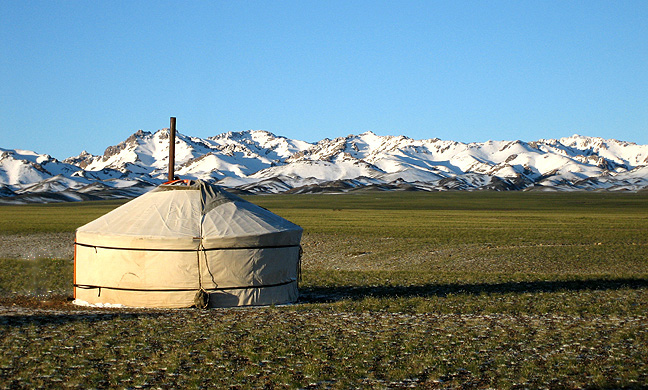
山脚下的蒙古包——蒙古国的300万人口中约有30%过着游牧或半游牧生活

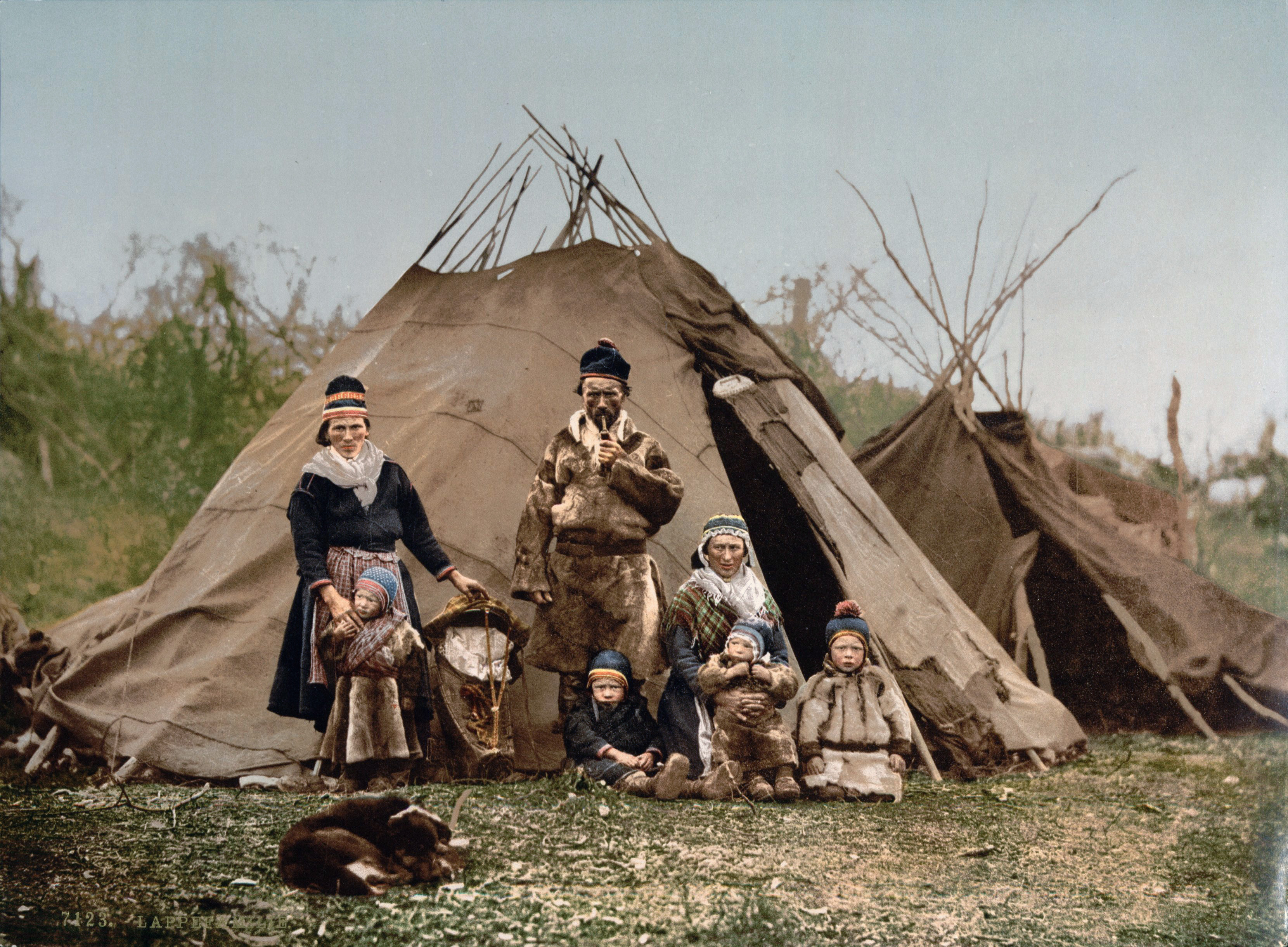
1900年左右挪威的萨米家庭——驯鹿在数个世纪以来一直是若干个北极圈民族的重要家畜，包括萨米人和涅涅茨人

游牧则指在不同的牧场之间迁徙放牧的生活方式，与狩猎采集最显著的差异之一在于牲畜的驯养。通常认为游牧经历了三个发展阶段，其中伴随着人口的增长和社会组织的复杂性的增加。Karim Sadr提出了以下阶段：
- 畜牧
- 农牧
- 真正意义上的游牧：在这一阶段分化出了专门的农耕人口和游牧人口。

畜牧者随着季节的变化（春夏秋冬或者旱季雨季）而迁徙至某些固定的区域并临时定居；而真正意义上的游牧则只取决于资源的有无。

### 游牧的起源
游牧是新石器革命和农业兴起的结果。在新石器革命中，人类开始驯养动植物作为食物，并开始形成城市。游牧者通常与这种定居的文化共存，用动物产品（肉、皮、毛、奶酪和其他动物产品）从定居者手中换取他们无法生产的制成品。亨利·弗莱施初步认为，黎巴嫩新石器时代牧羊产业或许可追溯到后旧石器时代，且可能已存在于贝卡谷地的首批牧羊文化之一。安德鲁·谢拉特（Andrew Sherratt）证明“早期的农业人口主要将牲畜用于肉食，并且随着农业逐渐适应新条件，特别是在半干旱地区，人们探索了其他用途。”。
亚欧大陆最早的游牧社会形成于公元前8500到前6500年的黎凡特，由于土地变得越来越贫瘠，西奈半岛的前陶器时代B农耕文化被一个游牧的、制陶的文化所取代。
可能与原始闪米特人群有关的环阿拉伯游牧文化群形成后，游牧传播至欧亚大草原，催生了颜那亚文化以及后来内亚的诸多游牧社会。
在南部非洲一些地区，欧洲殖民者的后代曾形成了一个游牧民族特雷克布尔人。

### 游牧民族

#### 现代游牧民族例子
- 亚洲
  - 阿爾泰人
  - 楚科奇人
  - 鄂温克人、埃涅茨人、鄂温人
  - 汉特人、曼西人
  - 涅涅茨人
  - 部分吉尔吉斯人
  - 部分蒙古人
  - 部分哈薩克族
  - 巴瑶族
  - 印度的若干游牧种姓民族
  - 贝都因人

- 非洲
  - 图阿雷格人

- 欧洲
  - 萨米人

#### 中國歷史上的遊牧民族
在中國歷史上，進入農業社會以後，漢族地區的漢族人以農耕為生，將漠北草原的遊牧民族及西域的族群统稱為胡人。
在中國歷史上出現過的遊牧民族有：
- 蒙古
- 匈奴
- 月氏
- 鮮卑
- 烏桓
- 羯（不确定）
- 氐（部分）
- 羌（部分）
- 戎
- 柔然
- 突厥
- 党项（弥药）（东迁银夏五州后部分转农耕）
- 回紇（回鶻）（西迁后部分转农耕）
- 庫莫奚
- 契丹 (半農半牧)
- 烏孫
- 塞種
- 康居

#### 容易被误认为属于游牧民族的民族
- 女真（渔猎民族）
- 满洲（渔猎民族）
- 维吾尔（农耕民族）
- 乌兹别克（农耕民族）
- 普什图（农耕民族）：《清史稿·属国传》记载阿富汗“人皆土著，业农，无游牧。”
- 法兰克（农耕民族）：《萨利克法典》有“擅自翻耕他人土地的罚款15金币，翻耕后又私自播种的罚款45金币”“如果有猪或其它牲畜跑到别人谷田中，牲畜的主人罚款15金币”等保护农田耕地之规定。
- 韃靼族（农耕民族）
- 塔吉克族（农耕民族）
- 達斡爾族（农耕民族兼事渔猎）
- 土庫曼人（主要在沙漠綠州中農耕）

### 中國草原、農業民族比較
| 項目       | 游牧民族                                   | 農業民族       |
| ---------- | ------------------------------------------ | -------------- |
| 主要生活區 | 戈壁以北                                   | 戈壁以南       |
| 經濟生活   | 以游牧為主                                 | 以農耕為主     |
| 政府組織   | 國家權力較分散，統治者通常為軍事和部落首領 | 國家權力較集中 |

## 其他非定居民族
有一些族群通过提供某种手艺或进行贸易在各地流动。他们往往会多种语言，只进行内部通婚。其中最典型的例子有罗姆人（又称吉普赛人）、多姆人、现代月氏人、尤魯克人等。

## 海上遊居者
在東南亞地區有一些民族在海上進行遊居，包括巴瑶族、莫肯人、羅越人、蜑家等。多數從事漁業，也有些從事貿易。這種生活方式有時因頻繁進出國界，加上國籍和戶籍問題，而受到國家政府的干預。

## 現代社會衍生
資本主義社會中的数字游民、移工、民工等，有時也被視為一種游居者（英語：nomad），但不一定同屬於一個特定民族。